# Мутко, Виталий Леонтьевич
Вита́лий Лео́нтьевич Мутко́ (имя при рождении Ви́ктор Лео́нтьевич Мутко́; род. 8 декабря 1958, ст. Куринская, Апшеронский район, Краснодарский край, РСФСР, СССР) — российский государственный и политический деятель. Генеральный директор финансового института развития в жилищной сфере АО «ДОМ.РФ» с 28 января 2020 года.
Заместитель председателя правительства Российской Федерации по вопросам строительства и регионального развития (18 мая 2018 — 15 января 2020). Заместитель председателя Правительства Российской Федерации по вопросам спорта, туризма и молодёжной политики с 19 октября 2016 по 7 мая 2018 (исполняющий обязанности с 8 по 18 мая 2018). Президент Российского футбольного союза (2005—2009, 2015—2018). Министр спорта Российской Федерации (21 мая 2012 — 19 октября 2016). Министр спорта, туризма и молодёжной политики Российской Федерации с 12 мая 2008 по 7 мая 2012. Член Совета Федерации Федерального собрания Российской Федерации от исполнительного органа государственной власти Санкт-Петербурга с 29 октября 2003 по 12 мая 2008.
При участии Мутко Россия впервые в истории получила право на проведение чемпионата мира по футболу, за 10 лет в стране появилось 16 новых стадионов — по этому показателю Россия вошла в тройку лидеров в Европе, кроме того сборная России по футболу впервые за 20 лет вышла в полуфинал чемпионата Европы и впервые за 48 лет — в 1/4 чемпионата мира. Однако отношение к деятельности Мутко остается неоднозначным в связи с допинговыми скандалами 2015—2018 годов, в результате которых он получил пожизненную дисквалификацию МОК, а также покинул посты министра спорта и президента РФС. Летом 2019 года Мутко выиграл суд у Международного олимпийского комитета. Спортивный арбитражный суд (CAS) отменил решение о пожизненной дисквалификации.

## Биография

### Образование
После окончания 8 классов принял решение поступать в Ростовское речное училище, однако поступить в него не удалось. Возвращаться домой он не стал, а поехал в Ленинград, где и получил начальное профессиональное образование в ГПТУ № 226 речного флота в Петрокрепости Ленинградской области по специальности «моторист», затем окончил Ленинградское речное училище. Заочно, будучи в должности председателя Кировского райсовета, без отрыва от работы окончил находящийся на территории Кировского района Ленинградский институт водного транспорта по специальности «инженер-механик на судовых машинах» (1987). Заочно, будучи президентом футбольного клуба «Зенит», окончил юридический факультет Санкт-Петербургского государственного университета (1999).
16 июня 2006 года, будучи президентом Российского футбольного союза, защитил в Санкт-Петербургском государственном университете экономики и финансов диссертацию на тему «Соотношение рыночных и государственных регуляторов в развитии физической культуры и спорта». По результатам защиты ему была присуждена учёная степень кандидата экономических наук.

### Карьера
- В юности прошёл путь от секретаря ВЛКСМ Ленинградского речного училища до главы администрации Кировского района Санкт-Петербурга.
- После получения начального профессионального образования в мореходном ПТУ в 1977—1978 годах работал матросом-мотористом на судах Ленинградского морского порта и управления Северо-Западного речного пароходства.
- В 1980 году стал членом КПСС. Вскоре был выдвинут на работу в исполком Кировского районного Совета народных депутатов Ленинграда; работал на должностях инструктора, заведующего отделом по социальным вопросам, секретаря райисполкома.
- С 1983 года — инструктор, заведующий отделом по социальным вопросам, с 1989 года — секретарь районного исполкома Совета народных депутатов Кировского района[10].
- В 1987 году, находясь на должности председателя Кировского райсовета, без отрыва от работы заочно окончил находящийся на территории подведомственного ему района Институт водного транспорта.
- В 1990 году избран депутатом Кировского райсовета.
- В 1990—1991 годах — председатель исполкома Кировского районного Совета народных депутатов.
- С 1991 года — глава администрации Кировского района.
- В 1992 году приглашён в правительство Санкт-Петербурга на должность заместителя мэра города — председателя комитета мэрии по социальным вопросам. Имел хорошие отношения с А. Собчаком; после его поражения на губернаторских выборах летом 1996 года ушёл из администрации города.
- С 1997 года по 2003 год — президент ФК «Зенит».
- В 1999 году, находясь на должности президента ФК «Зенит», без отрыва от работы заочно окончил юридический факультет СПбГУ. Защитил диплом на тему: «Должностные преступления на примере спортивных мероприятий»[11], председателем госкомиссии был прокурор Санкт-Петербурга Иван Сыдорук.
- В августе 2001 года по его инициативе создана Российская футбольная Премьер-Лига, президентом которой он вскоре стал.
- С 29 октября 2003 года представлял правительство Санкт-Петербурга в Совете Федерации. Член Комитета по делам Федерации и региональной политике, председатель Комиссии по делам молодёжи и спорта и член Комиссии по контролю за обеспечением деятельности Совета Федерации.
- 2 апреля 2005 года на внеочередной конференции Российского футбольного союза избран его президентом (за его кандидатуру проголосовало 96 из 99 членов исполкома РФС). По заявлению Мутко, приоритетами его программы на посту президента РФС являются принятие государственной программы развития футбола и создание необходимых условий для «резкого прорыва в массовости увлечения футболом». Мутко уделяет особое внимание национальной сборной по футболу, он был одним из инициаторов приглашения в сборную России по футболу иностранного тренера Хиддинка[12].
- В 2006 году был избран членом Технического комитета и комитета по развитию ФИФА (единый орган, Technical and Development Committee).

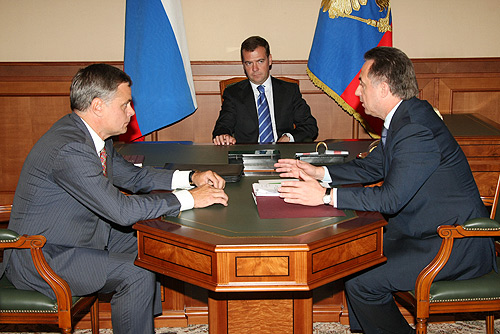
Дмитрий Медведев, Александр Абрамов
и Виталий Мутко. 2008 год

- Указом Президента России от 12 мая 2008 года № 745 назначен Министром спорта, туризма и молодёжной политики Российской Федерации (Министерство было образовано в результате реструктуризации органов исполнительной власти в мае 2008 года).
- 12 мая 2008 года освобождён от обязанностей члена Совета Федерации и председателя Комиссии Совета Федерации по делам молодёжи и спорту[13].
- В марте 2009 года на 33-м конгрессе УЕФА в Копенгагене был избран в исполком ФИФА.
- 24 ноября 2009 года на внеочередной конференции Российского футбольного союза исполком Союза утвердил отставку Виталия Мутко с поста президента организации[14].
- С 24 ноября 2009 года — председатель Попечительского совета РФС[15]. Со стороны Правительства РФ является куратором чемпионата мира по футболу 2018 года, который пройдет в России[16].
- В мае 2013 года на очередном конгрессе УЕФА в Лондоне был вновь выдвинут в исполком ФИФА. Спустя неделю Конгресс ФИФА утвердил кандидатуру В. Л. Мутко в составе Исполнительного комитета Международной федерации футбола от Российской Федерации.
- 2 сентября 2015 года Виталий Мутко вновь был избран президентом РФС. Срок его полномочий составляет 1 год — до сентября 2016 года[17][18]. Через год был переизбран на новый четырёхлетний срок.
- 19 октября 2016 года назначен Заместителем Председателя Правительства Российской Федерации по вопросам спорта, туризма и молодёжной политики[19].
- 5 декабря 2017 года МОК своим решением вынес В. Л. Мутко пожизненный запрет на посещение олимпийских игр[20][21]
- 25 декабря 2017 года В. Л. Мутко приостановил свою деятельность на посту президента Российского футбольного союза, 19 декабря 2018 года покинул должность президента РФС.
- 30 декабря 2017 года В. Л. Мутко исключён из состава Оргкомитета чемпионата мира по футболу 2018[22].
- 3 июля 2019 года Спортивный арбитражный суд (CAS) аннулировал пожизненное отстранение В. Л. Мутко от Олимпийских игр[23].
- С 18 мая 2018 по 15 января 2020 года — заместитель Председателя Правительства Российской Федерации по вопросам строительства и регионального развития[24].
- С 28 января 2020 года — генеральный директор АО «Дом.рф».

## Спортивная деятельность
Вице-президент Исполкома РФС, вице-президент Федерации футбола Санкт-Петербурга, учредитель и президент Общественного фонда благотворительного движения по поддержке и развитию футбола в Санкт-Петербурге «Золотой пеликан», президент Специального Олимпийского комитета Санкт-Петербурга, проводящего соревнования спортсменов-инвалидов и призванного решать проблемы реабилитации лиц с врождёнными интеллектуальными недостатками, один из руководителей подготовки и проведения Игр доброй воли 1994 года. За успешную работу в области общественных отношений удостоен высоких оценок международных спортивных федераций и Правительства Российской Федерации.

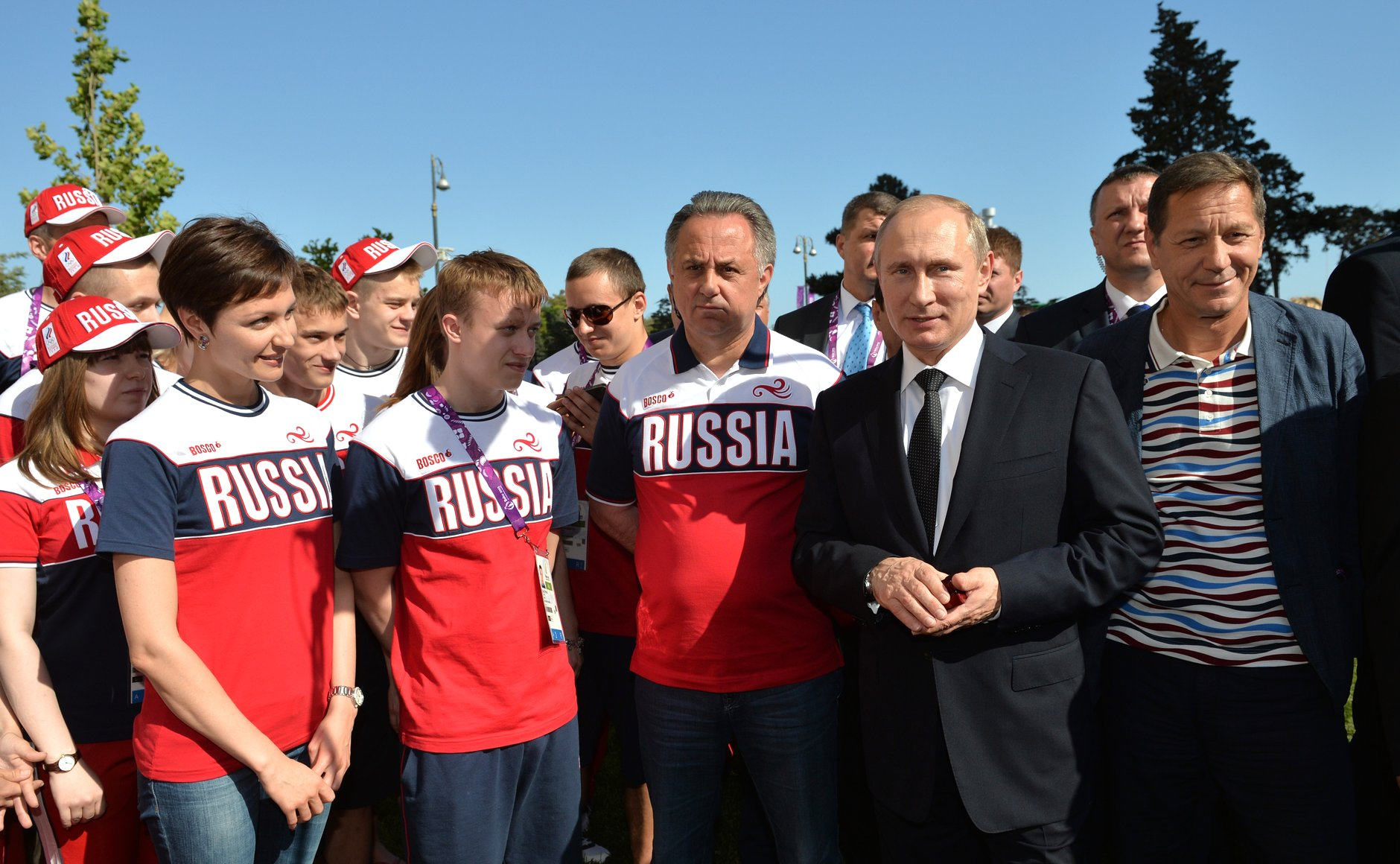
На встрече В. Путина с российскими спортсменами – участниками I Европейских игр, 2015 год
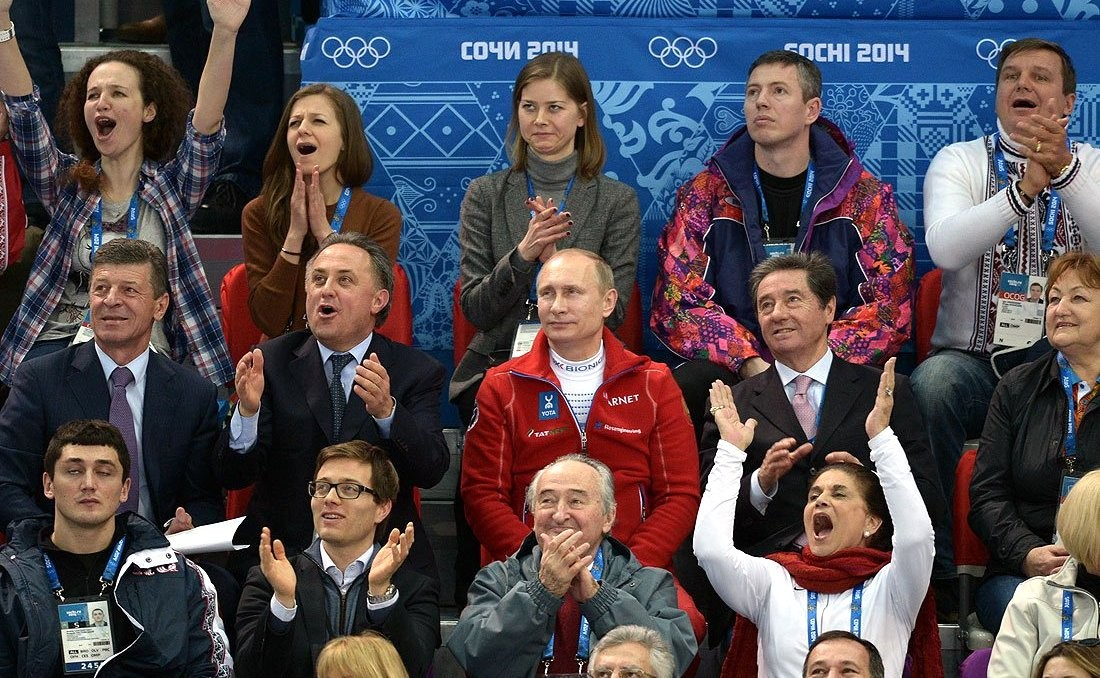
С Владимиром Путиным на командных соревнованиях по фигурному катанию в Сочи, 2014 год
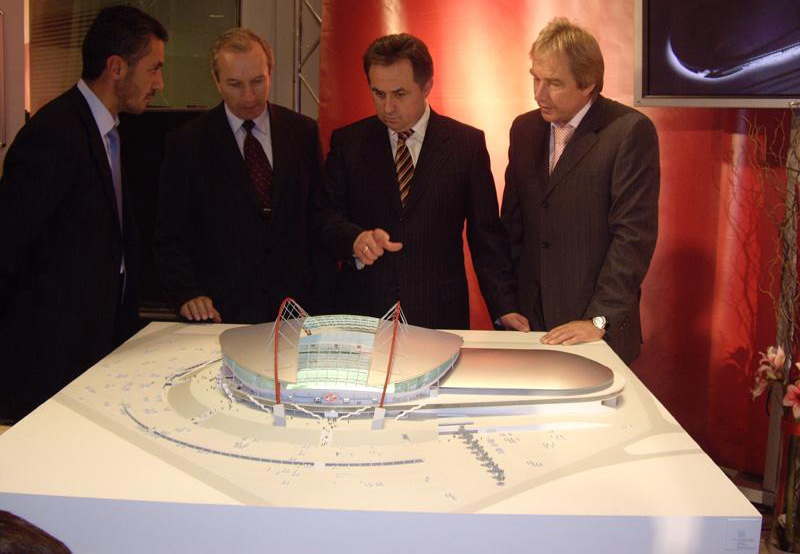
В. Мутко (третий слева) на презентации макета стадиона ФК «Спартак» Москва, 2006 год
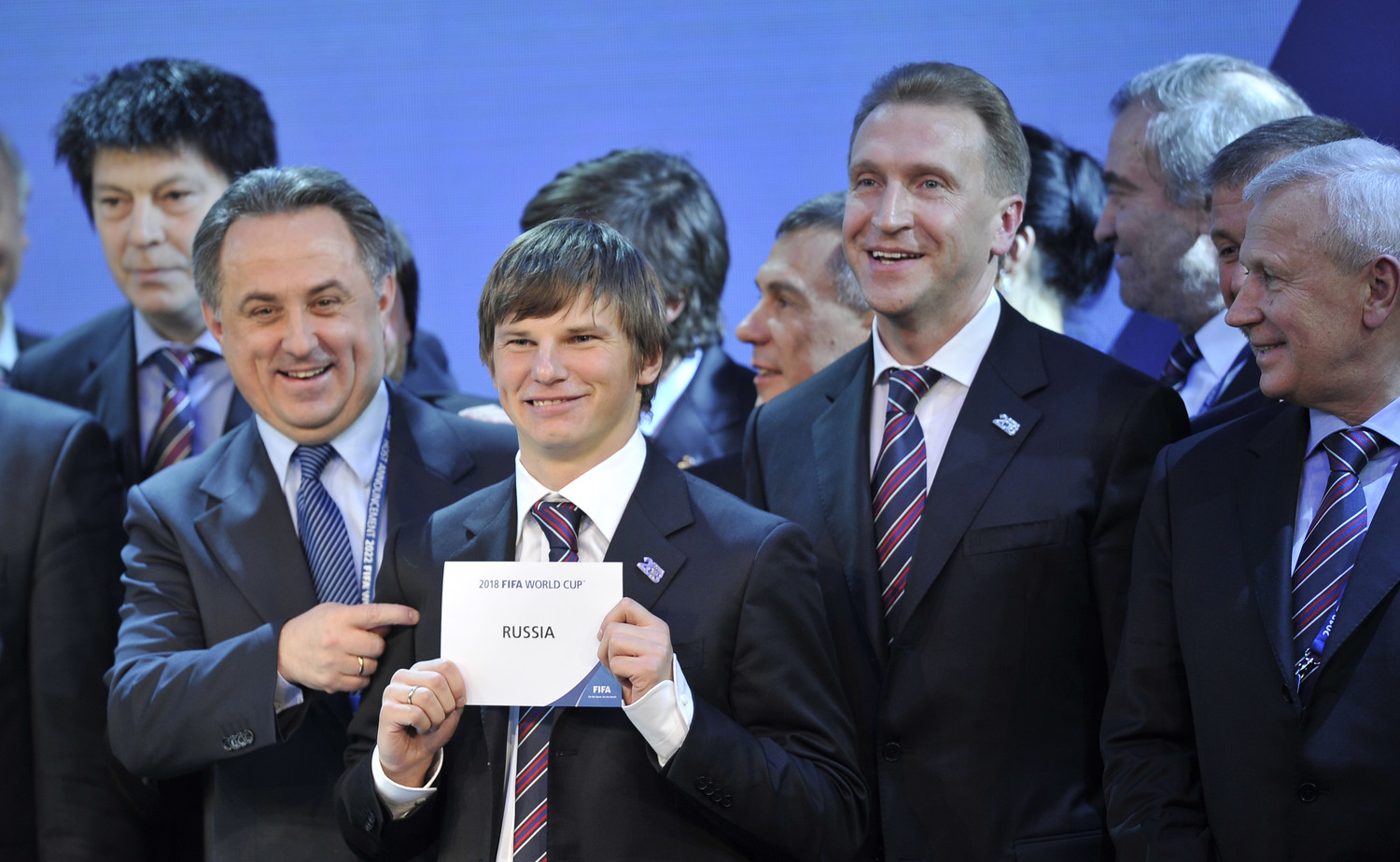
Россия получила право на проведение чемпионата мира по футболу 2018 года, 2010 год

В декабре 2010 года Мутко фигурировал в прессе как один из членов российской делегации на выборах страны — организатора чемпионата мира по футболу 2018 года. Решением исполкома ФИФА проведение ЧМ-2018 было доверено России. В прессе и в интернете широко обсуждалась речь Мутко на презентации российской заявки в Цюрихе, произнесённая им «на английском, но с жутким русским акцентом». При этом некоторые СМИ даже назвали выступление главы Минспорта России частью стратегии, «которую разработала Россия, чтобы получить право на проведение чемпионата мира по футболу» («имелось в виду: у нас плохие дороги, мало отелей, слабая инфраструктура, но мы постараемся»).
В июле 2015 года глава Олимпийского комитета России Александр Жуков и руководитель Администрации Президента Российской Федерации Сергей Иванов поддержали кандидатуру Виталия Мутко на выборах президента Российского футбольного союза. В 2016 году переизбран президентом Российского футбольного союза.
Однако, в конце декабре 2017 года вице-премьер российского правительства по вопросам спорта, туризма и молодёжной политики Мутко вначале, 25 декабря, объявил, что берёт паузу на полгода на посту президента Российского футбольного союза (РФС), а затем 27 декабря покинул пост председателя оргкомитета чемпионата мира по футболу 2018. По его словам, он собирается в это время обжаловать в спортивном арбитраже решение МОК о его пожизненном отстранении от участия в Олимпийских играх. 3 июля 2019 года, по итогам более чем полуторагодичного разбирательства в Спортивном арбитражном суде (Лозанна, Швейцария), решение МОК об отстранении Мутко от участия в Олимпийских играх было отменено.

## Критика и инциденты

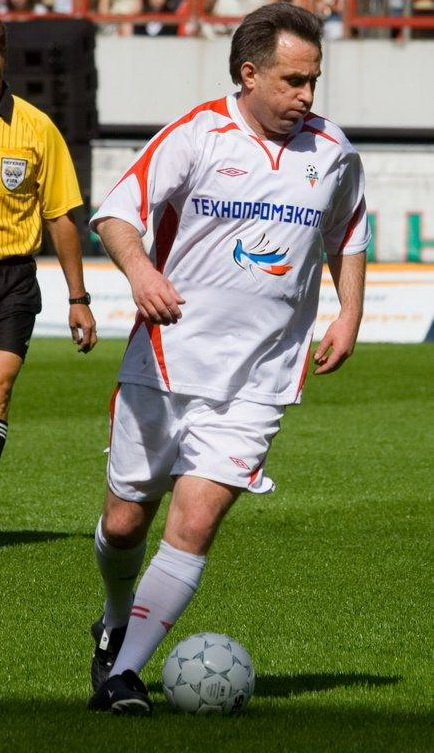
Виталий Мутко. 2007 год

### Олимпиада в Ванкувере
Виталий Мутко неоднократно подвергался критике за непрофессионализм и безответственное отношение к спорту. Часто его обвиняли в нежелании защищать права российских спортсменов, которые оставались без наград по причине ряда случаев некомпетентного судейства на Олимпийских играх. Так, в интервью РИА Новости в ответ на вопрос, будет ли Россия подавать протест по поводу судейства на Олимпиаде в Ванкувере в отношении Евгения Плющенко, ответил: «Знаете, это вечная тема. Эта система судейства такая, и надо под них подстраиваться, а не критиковать их. Можно все время говорить, что они плохие, а они тысячу доводов приведут в их пользу?». Мутко назвал расследование по вопросу затрат на выступления российской сборной в Ванкувере, проведённое Счётной палатой РФ и выявившее ряд нарушений, «ловлей блох»: «Что касается неэффективности расходования средств … когда ты проигрываешь, когда ты показываешь не те результаты, которые от тебя ждут, конечно же, есть попытка разобраться. Главное здесь в том, чтобы анализ причин не приводил к тому, чтобы мы бесконечно бы разбирались. И не находили бы главную причину в том, что неэффективно использовались средства или в кадровом вопросе». После провала олимпийской сборной России в Ванкувере президент страны Дмитрий Медведев прозрачно намекнул: «Ответственные лица должны будут принять мужественное решение и написать заявления», в ответ на что министр заявил: «Министерство спорта образовано полтора года назад, реально работает только год. За год развалить спорт невозможно!».

### Футбол
По словам заместителя Мутко в РФС Сергея Капкова, сборная России находилась в откровенно «диком состоянии» во время начала работы Виталия Мутко на посту главы РФС. Первое пребывание Мутко на посту главы РФС было ознаменовано приглашением в сборную России по футболу иностранного специалиста Гуса Хиддинка, под руководством которого сборная России по футболу дошла до полуфинала Евро-2008. Также именно при Мутко были выиграны три европейских кубка: ЦСКА в 2005 году выиграл Кубок УЕФА, а «Зенит» в 2008 году — Кубок и Суперкубок УЕФА; также Мутко был одним из инициаторов идеи проведения чемпионата мира 2018 года в России. Уход Мутко из РФС в 2009 году был связан с сенсационным непопаданием сборной России на чемпионат мира 2010 года, когда россияне проиграли словенцам в стыковых матчах.
После ухода Мутко в РФС на посту руководителя побывали Сергей Фурсенко и Николай Толстых, однако сборная не вышла из групп Евро-2012 и ЧМ-2014: в последнем случае тренер российской сборной Фабио Капелло ушёл в отставку только в 2015 году, заполучив компенсацию в 930 млн рублей. В 2015 году Мутко вернулся на пост главы РФС, однако его второе пребывание на этом посту ознаменовалось очередной серией неудач и скандалов, помимо выплаты многомиллионной неустойки Капелло: команда снова не вышла из группы Евро-2016. В 2015 году швейцарская прокуратура открыла уголовное дело в связи с заявкой на чемпионат мира по футболу 2018 года в России, а российская сборная, провально выступившая на Евро-2016 и не преодолевшая групповой этап домашнего Кубка конфедераций, опустилась в конце 2017 года на 65-е место в рейтинге ФИФА. В апреле 2017 году Мутко заявил, что у РФС накопились непогашенные кредиторские задолженности в размере 347,8 млн рублей на конец 2016 года (в начале 2016 года суммарная задолженность составляла 1,482 млрд рублей, из них 622 млн рублей к погашению), не позволяющие развивать футбол в полной мере.
25 декабря 2017 года Мутко приостановил свою деятельность на посту президента РФС в связи с иском в Спортивный арбитражный суд по поводу запрета на посещения Олимпиады, а 19 декабря 2018 года окончательно ушёл из РФС. В то же время вплоть до окончательного прекращения сотрудничества с РФС Мутко оказывал на футбольный союз определённое влияние, присутствуя на конференциях и посещая тренировки сборной в канун чемпионата мира 2018 года.

### Допинговый скандал
Имя Мутко неоднократно упоминается в докладе комиссии Всемирного антидопингового агентства (ВАДА), опубликованном в 2016 году.
Решением исполкома МОК от 19 июля 2016 года Мутко, наряду с некоторыми другими сотрудниками министерства спорта России, был лишён аккредитации на летней Олимпиаде в Рио-де-Жанейро 2016 года.
Решением МОК по итогам заседания 5 декабря 2017 года в Лозанне Мутко вместе с бывшим заместителем министра спорта РФ Юрием Нагорных вынесен пожизненный запрет на посещение Олимпийских игр в любом качестве.
26 декабря 2017 года В. Л. Мутко подает апелляцию в спортивный арбитражный суд. В ней он оспаривает решение о пожизненном отстранении от посещений и любого участия в Олимпийских играх исполкома Международного олимпийского комитета 5 декабря 2017 года.
3 июля 2019 года спортивный арбитражный суд CAS аннулировал пожизненное отстранение В. Л. Мутко от Олимпиад. Суд удовлетворил апелляцию Мутко и постановил отменить санкции против него. Решение было вынесено из-за нарушения МОК формальных оснований для наложения санкций. Подлинность фактов, на основании которых санкции налагались, в решении суда не оспаривалась.

### Английский язык
В декабре 2010 года на заседании исполкома ФИФА, посвящённом выборам страны-организатора чемпионата мира 2018 года, он, при помощи листа с русской фонетической транскрипцией, произнес приветственную речь на английском языке с очень сильным акцентом. Эта речь вошла в историю под названием «Лет ми спик фром май харт» и приобрела огромную популярность в интернете. После выступления Виталий Мутко рассказал, что учил речь две недели, то и дело репетируя перед семьёй. По словам Мутко, жена и дочери страшно смеялись.
В январе 2011 года на заседании Общественной палаты РФ телеведущая Тина Канделаки, говоря о вопросах развития киноиндустрии и о её финансировании, пояснила свою позицию так: «Люди снимают на мобильные телефоны. Если это интересно, многие посмотрят запись и без денег, а человек, который снял видео и получил полмиллиона просмотров, — да ему и так денег дадут». На что президент РФ Медведев предложил «дать денег» Мутко, поскольку ролик «спик фром май харт» с его выступлением на заседании исполкома ФИФА на английском языке в Интернете собрал миллионы просмотров.
В мае 2015 года, когда ФИФА заподозрили в масштабной коррупции, Виталий Мутко прокомментировал это фразой «ноу криминалити». Впоследствии он заявлял, что его расстраивает отсутствие «конгратьюлейшенз» в адрес возглавляемого им министерства. Непростые отношения Виталия Мутко с английским языком дошли и до руководства страны. В декабре 2015 года премьер-министр Дмитрий Медведев поздравил Мутко с днём рождения на ломаном английском. Президент России Владимир Путин вручил ему самоучитель английского языка.

### Санкции
19 февраля 2023 года, из-за вторжения России на Украину, внесен в санкционный список Украины.

## Личная жизнь
- Жена Татьяна Ивановна Мутко — домохозяйка, ранее работала в Балтийском морском пароходстве.
- Дочери:
  - Елена (род. 1977) — предприниматель, с 2010 года владеет стоматологической клиникой в Санкт-Петербурге (директором клиники является её муж)[50];
  - Мария (род. 1985) — юрист по образованию[51], была замужем за нефтетрейдером Вадимом Сомовым[52], в 2018 году открыла ресторан легкого питания в Санкт-Петербурге[53].
- Старший брат Александр, директор строительной фирмы, живёт в поселке Южный Туапсинского района Краснодарского края.
- Младшая сестра Людмила, замначальника физкультурно-оздоровительного комплекса в Санкт-Петербурге[50].

## Награды

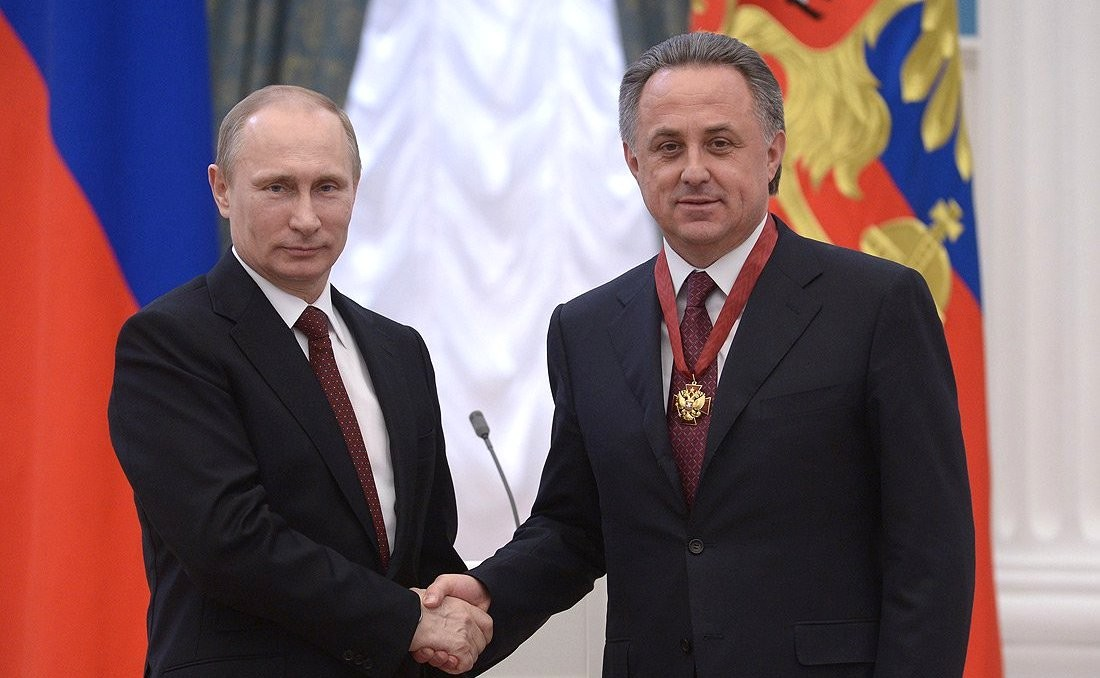
Награждение орденом «За заслуги перед Отечеством» III степени. 24 марта 2014 года

- Орден «За заслуги перед Отечеством» II степени (22 ноября 2023) — за большой вклад в реализацию государственной политики Российской Федерации по развитию сферы жилищного строительства и ипотечного кредитования[54].
- Орден «За заслуги перед Отечеством» III степени (14 января 2014 года) — за большой вклад в подготовку и проведение XXVII Всемирной летней универсиады 2013 года в городе Казани[55].
- Орден «За заслуги перед Отечеством» IV степени (1 декабря 2008) — за большой вклад в развитие физической культуры и спорта и многолетнюю добросовестную работу[56]
- Орден Почёта (11 ноября 1994) — за большие заслуги перед народом, связанные с развитием российской государственности, достижениями в труде, науке, культуре, искусстве, укреплением дружбы и сотрудничества между народами[57]
- Орден Дружбы (25 января 2002) — за заслуги в развитии физической культуры и спорта, большой вклад в укрепление дружбы и сотрудничества между народами[58]
- Медаль «В память 300-летия Санкт-Петербурга» (2003)
- Медаль «В память 1000-летия Казани» (2005)
- Медаль «За заслуги перед Чеченской Республикой» (7 декабря 2007) — за большой личный вклад в развитие футбола в Чеченской Республике[59]
- Медаль «100 лет образования Чеченской Республики» (3 октября 2023) — за особые заслуги перед Чеченской Республикой в деле реализации государственной жилищной политики[60].
- Медаль «За заслуги перед Республикой Карелия» (8 июня 2020) — за заслуги перед Республикой Карелия и её жителями, большой вклад в социально-экономическое развитие республики и активную работу в составе Государственной комиссии по подготовке к празднованию 100-летия образования Республикой Карелия[61]
- Заслуженный работник физической культуры Российской Федерации (2002)
- Почётная грамота Правительства Российской Федерации (2005)
- Благодарность Правительства Российской Федерации (17 октября 2023) — за достигнутые трудовые успехи и многолетнюю добросовестную работу[62]
- Почётная грамота Совета Федерации Федерального Собрания Российской Федерации (2008)